# تشاد سميث (محامي)
تشاد سميث (بالإنجليزية: Chad "Corntassel" Smith) هو محامي أمريكي، ولد في 17 ديسمبر 1950 في بونتياك في الولايات المتحدة.